# Lijst van burgemeesters van Sint-Kruis
Dit is een chronologische lijst van burgemeesters van Sint-Kruis, een voormalige gemeente in de Belgische provincie West-Vlaanderen, thans deelgemeente van de stad Brugge.
Bij de indeling, in de Franse Tijd, van het departement van de Leie in 40 kantons, behoorde Sint-Kruis tot het kanton Damme. Van het Jaar V tot het jaar VIII der Franse Republiek (1796-1799) hadden de huwelijken plaats in de hoofdplaats van het kanton, terwijl de 'agent municipal' of 'officier municipal' die aangesteld was voor Sint-Kruis, Jan Jonckheere, de registers van geboorte en overlijden bijhield. 
Na de staatsgreep van 18 Brumaire VIII (9 november 1799) besliste het Consulaat dat de kantons werden afgeschaft en iedere gemeente werd zelfstandig.

## Franse Tijd en Verenigd koninkrijk der Nederlanden
- 1800-1806: François Timmerman
- 1806-1811: Valentin Jacoby
- 1811-1830: Judocus Van Cleemput

## Belgisch Koninkrijk
- 1830-1847: Adolphe-Alphonse Goupy de Beauvolers
- 1847-1855: Marie Jean Visart de Bocarmé
- 1855-1860: Joseph Hoste (waarnemend)
- 1860-1861: Charles De Lange (waarnemend)
- 1861-1888: Jules de Bie de Westvoorde
- 1889-1895: Gustave-Amedée Visart de Bocarmé
- 1896-1921: Ferdinand de Maleingreau d'Hembise
  - 1915-1921: Karel Van Robays
- 1922-1933: Charles Casteleyn
- 1934-1946: Pieter Janssens
  - 1941-1942: Gaston Meire, oorlogsburgemeester, niet opgenomen op de officiële lijst.
- 1946-1970: Didier de Pierpont